# Raymond Greenleaf
Raymond Greenleaf (Gloucester, 1º gennaio 1892 – Woodland Hills, 29 ottobre 1963) è stato un attore statunitense.
Ha recitato in oltre 60 film e in oltre 60 produzioni televisive. Fu accreditato anche con il nome Ray Greenleaf.

## Filmografia

### Cinema
- La città nuda (The Naked City) (1948)
- Il figlio della tempesta (Deep Waters) (1948)
- La telefonista della Casa Bianca (For the Love of Mary) (1948)
- Il mongolo ribelle (State Department: File 649) (1949)
- A Kiss in the Dark (1949)
- Furia dei tropici (Slattery's Hurricane) (1949)
- Pinky, la negra bianca (Pinky) (1949)
- Tutti gli uomini del re (All the King's Men) (1949)
- Il porto di New York (Port of New York) (1949)
- I marciapiedi di New York (East Side, West Side) (1949)
- Non siate tristi per me (No Sad Songs for Me) (1950)
- La figlia dello sceriffo (A Ticket to Tomahawk) (1950)
- David Harding, Counterspy (1950)
- On the Isle of Samoa (1950)
- Sola col suo rimorso (Harriet Craig) (1950)
- I quattro cavalieri dell'Oklahoma (Al Jennings of Oklahoma) (1951)
- La setta dei tre K (Storm Warning) (1951)
- Pier 23 (1951)
- L'affascinante bugiardo (As Young as You Feel) (1951)
- Il segreto del lago (The Secret of Convict Lake) (1951)
- Gli amori di Cristina (A Millionaire for Christy) (1951)
- The Family Secret, regia di Henry Levin (1951)
- I dieci della legione (Ten Tall Men) (1951)
- La città che scotta (FBI Girl) (1951)
- L'ultima minaccia (Deadline - U.S.A.) (1952)
- Paula, regia di Rudolph Maté (1952)
- Washington Story (1952)
- Il collegio si diverte (She's Working Her Way Through College) (1952)
- Bonzo Goes to College (1952)
- Dan il terribile (Horizons West) (1952)
- Seduzione mortale (Angel Face) (1953)
- The Studebaker Story (1953)
- Il ritorno dei vendicatori (The Bandits of Corsica) (1953)
- Il sergente Bum! (South Sea Woman) (1953)
- Sangue sul fiume (Powder River) (1953)
- L'ultima resistenza (The Last Posse) (1953)
- Three Sailors and a Girl (1953)
- Più vivo che morto (Living It Up) (1954)
- Uomini violenti (The Violent Men) (1955)
- Sabato tragico (Violent Saturday) (1955)
- Il figlio di Sinbad (Son of Sinbad) (1955)
- Flash! cronaca nera (Headline Hunters) (1955)
- I dominatori di Fort Ralston (Texas Lady) (1955)
- Come prima, meglio di prima (Never Say Goodbye) (1956)
- When Gangland Strikes (1956)
- L'arma del ricatto (Over-Exposed) (1956)
- Autostop (You Can't Run Away from It) (1956)
- I violenti (Three Violent People) (1956)
- Fiamme sulla grande foresta (Spoilers of the Forest) (1957)
- Quando la bestia urla (Monkey on My Back) (1957)
- The Night the World Exploded (1957)
- Il vampiro (The Vampire) (1957)
- Un solo grande amore (Jeanne Eagels) (1957)
- Rapina a San Francisco (No Time to Be Young) (1957)
- Quantrill il ribelle (Quantrill's Raiders) (1958)
- I bucanieri (The Buccaneer) (1958)
- Inchiesta in prima pagina (The Story on Page One) (1959)
- Dalla terrazza (From the Terrace) (1960)
- Paese selvaggio (Wild in the Country) (1961)
- L'uomo di Alcatraz (Birdman of Alcatraz) (1962)

### Televisione
- Sky King – serie TV, un episodio (1952)
- Il cavaliere solitario (The Lone Ranger) – serie TV, 2 episodi (1952-1953)
- Mr. & Mrs. North – serie TV, un episodio (1952)
- The Ford Television Theatre – serie TV, 2 episodi (1953-1955)
- The Adventures of Ozzie & Harriet – serie TV, 3 episodi (1953-1956)
- Cavalcade of America – serie TV, 7 episodi (1953-1957)
- Footlights Theater – serie TV, un episodio (1953)
- Lassie – serie TV, 2 episodi (1954-1955)
- Lux Video Theatre – serie TV, 2 episodi (1954-1955)
- Letter to Loretta – serie TV, 2 episodi (1954-1956)
- The George Burns and Gracie Allen Show – serie TV, 4 episodi (1954-1956)
- December Bride – serie TV, 2 episodi (1954-1957)
- Adventures of Superman – serie TV, un episodio (1954)
- Topper – serie TV, episodio 1x26 (1954)
- Adventures of Falcon – serie TV, episodio 1x03 (1954)
- Meet Mr. McNutley – serie TV, un episodio (1954)
- Waterfront – serie TV, 1 episodio (1954)
- Climax! – serie TV, 2 episodi (1955-1956)
- Crossroads – serie TV, episodi 1x01-1x19-1x30 (1955-1956)
- Damon Runyon Theater – serie TV, episodio 1x07 (1955)
- Dr. Hudson's Secret Journal – serie TV, un episodio (1956)
- The 20th Century-Fox Hour – serie TV, episodio 1x11 (1956)
- Screen Directors Playhouse – serie TV, episodio 1x20 (1956)
- Celebrity Playhouse – serie TV, episodio 1x29 (1956)
- Passport to Danger – serie TV, un episodio (1956)
- Navy Log – serie TV, episodio 1x33 (1956)
- The Millionaire – serie TV, un episodio (1956)
- Dragnet – serie TV, 2 episodi (1957-1959)
- Perry Mason – serie TV, 3 episodi (1957-1962)
- The Gray Ghost – serie TV, episodio 1x01 (1957)
- The Adventures of Jim Bowie – serie TV, un episodio (1957)
- The People's Choice – serie TV, un episodio (1957)
- Sheriff of Cochise – serie TV, un episodio (1957)
- Panico (Panic!) – serie TV, episodi 1x01-1x10 (1957)
- Wire Service – serie TV, episodio 1x31 (1957)
- Official Detective – serie TV, un episodio (1957)
- The Lineup – serie TV, un episodio (1957)
- Carovane verso il west (Wagon Train) – serie TV, 3 episodi (1958-1962)
- Tales of Frankenstein – film TV (1958)
- Mike Hammer – serie TV, un episodio (1958)
- Il tenente Ballinger (M Squad) – serie TV, un episodio (1958)
- Avventure in elicottero (Whirlybirds) – serie TV, un episodio (1958)
- The Gale Storm Show: Oh! Susanna – serie TV, un episodio (1958)
- Frontier Doctor – serie TV, un episodio (1958)
- Goodyear Theatre – serie TV, episodio 2x05 (1958)
- The George Burns Show – serie TV, un episodio (1959)
- State Trooper – serie TV, un episodio (1959)
- Scacco matto (Checkmate) – serie TV, 2 episodi (1960-1961)
- Gli intoccabili (The Untouchables) – serie TV, un episodio (1960)
- Alcoa Theatre – serie TV, un episodio (1960)
- Gli uomini della prateria (Rawhide) - serie TV, episodio 2x18 (1960)
- Hennesey – serie TV, un episodio (1960)
- The Texan – serie TV, episodio 2x26 (1960)
- Disneyland – serie TV, un episodio (1960)
- Peter Gunn – serie TV, episodio 3x04 (1960)
- Ricercato vivo o morto (Wanted: Dead or Alive) – serie TV, episodio 3x11 (1960)
- The Law and Mr. Jones – serie TV, un episodio (1960)
- Ai confini della realtà (The Twilight Zone) – serie TV, un episodio (1961)
- Laramie – serie TV, 2 episodi (1961)
- Thriller – serie TV, episodio 2x26 (1962)
- Bonanza – serie TV, un episodio (1962)
- G.E. True – serie TV, un episodio (1962)
- L'ora di Hitchcock (The Alfred Hitchcock Hour) – serie TV, un episodio (1963)
- Il virginiano (The Virginian) – serie TV, un episodio (1963)